# ビジネスジェット

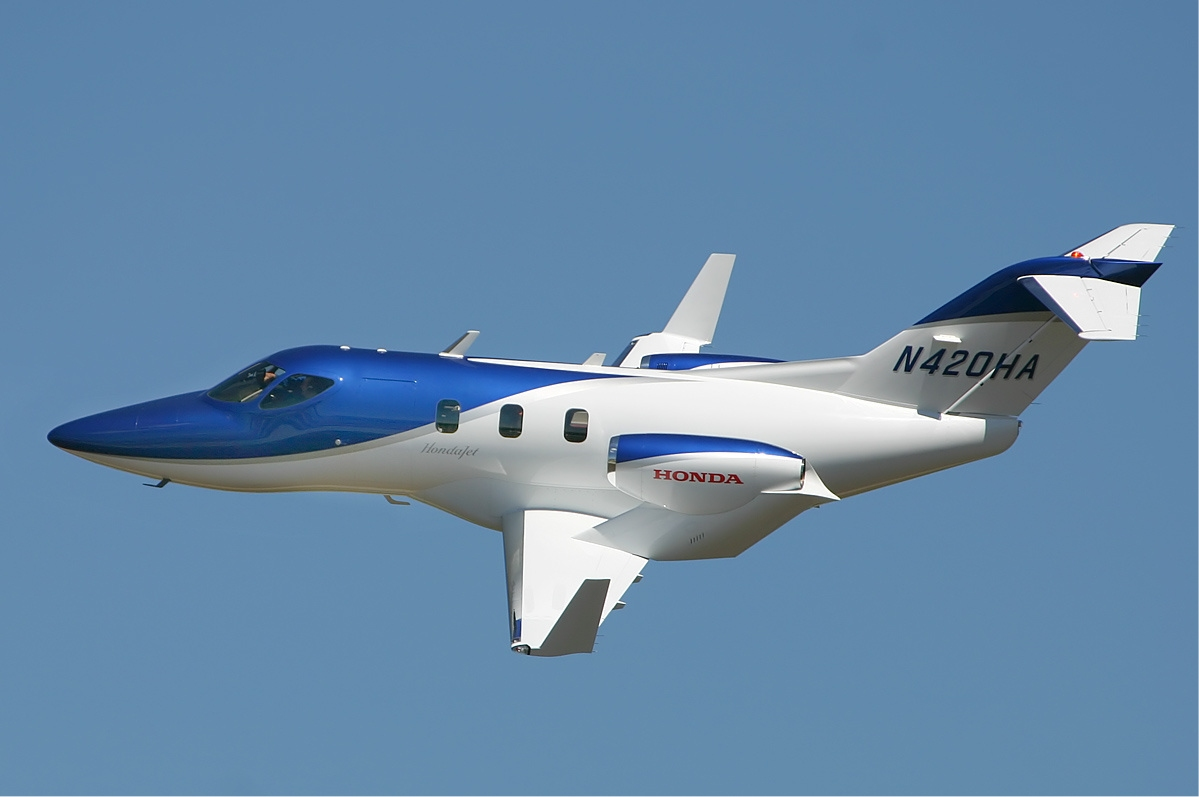
HondaJet。2017年、米国Flying誌のFlying Innovation Awardを受賞。

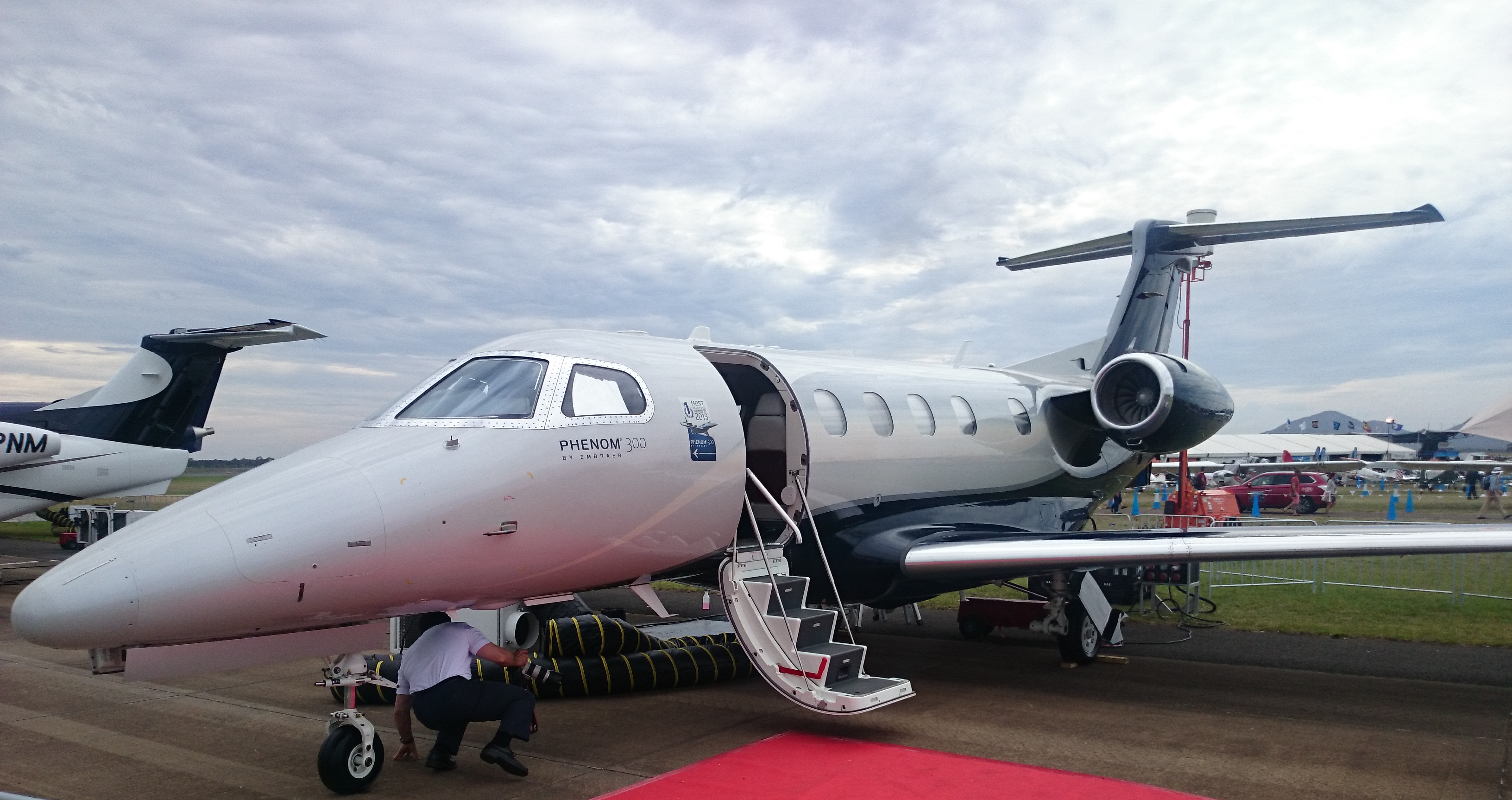
エンブラエル フェノム 300。搭乗口を開けた状態。

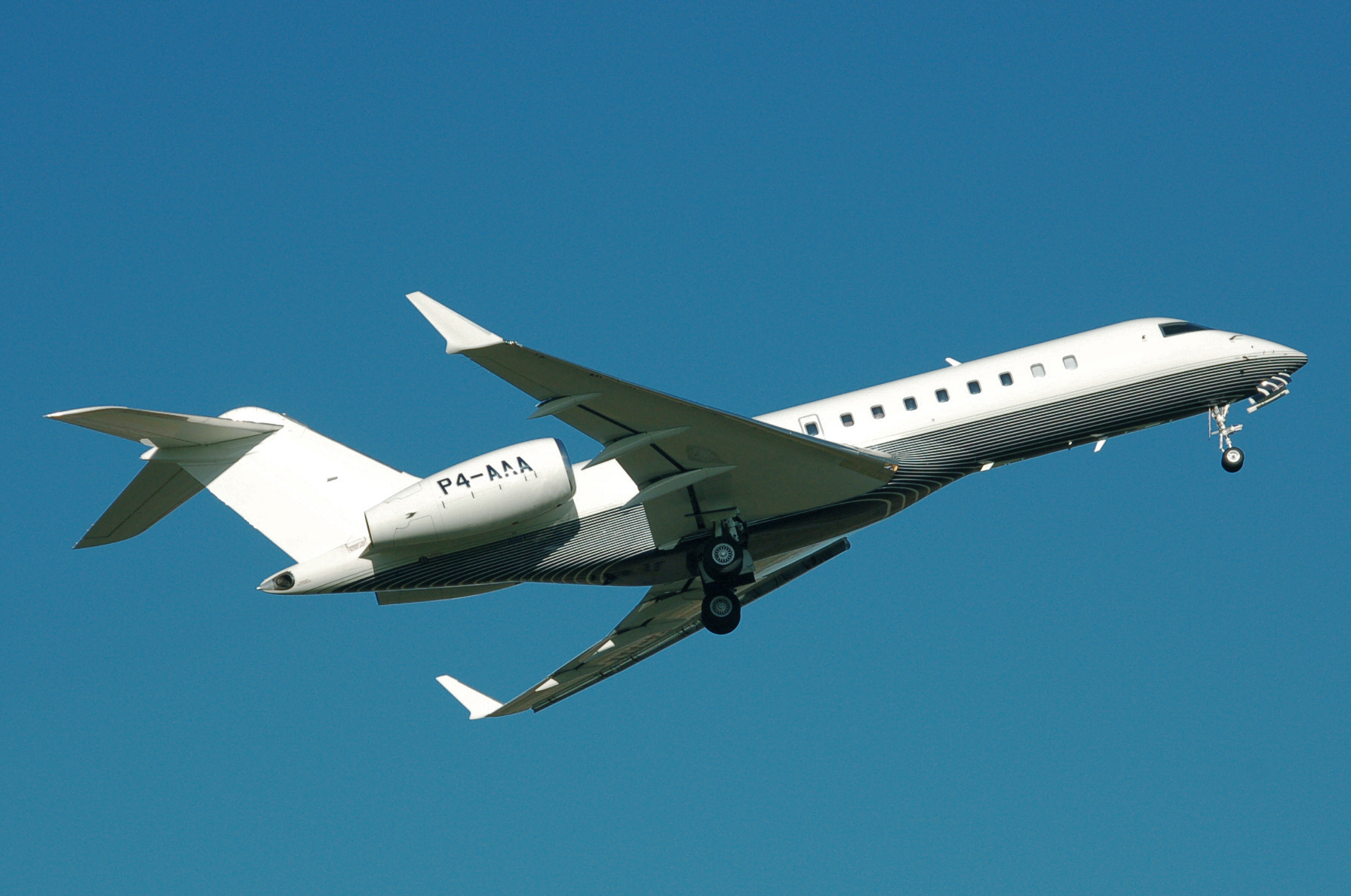
大型ビジネスジェット、ボンバルディア社のグローバル・エクスプレス

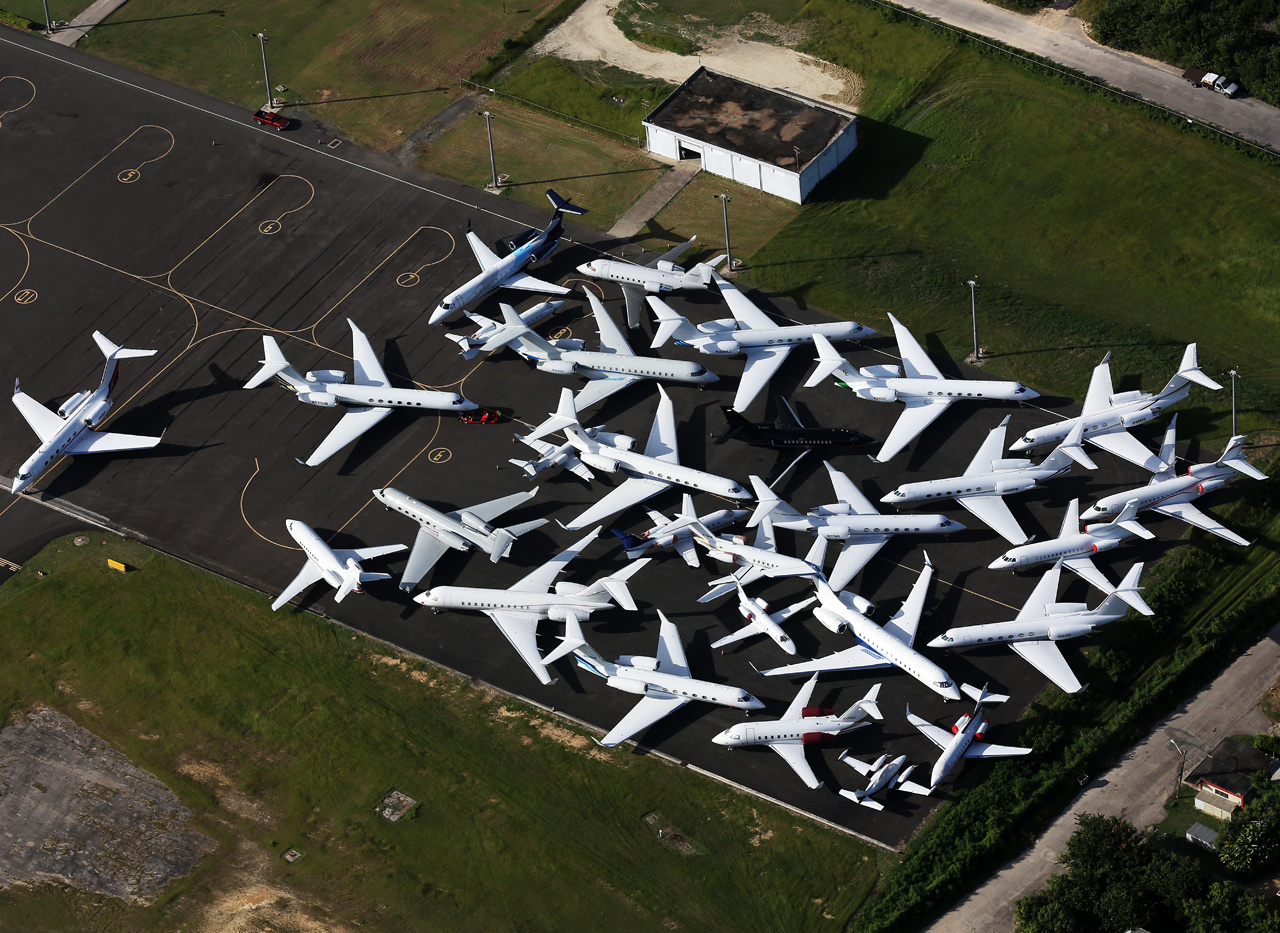
2013年の年末年始休暇の混雑時期に駐機中の多数のビジネスジェット。（リゾート地カリブ海に位置するアンギラの空港にて。）

ビジネスジェット（business jet, 略してbizjetとも）、プライベートジェットは、数人から十数人程度を定員とする小型のジェット機の中でも、企業や富裕者がゼネラル・アビエーション（つまり公共交通や一般大衆を搭乗させる旅客運送ではない用途）に使うことを想定して設計・製造されているもののこと。実際にはほとんどが企業幹部（エグゼクティブ、つまり企業経営者や重役）などの人員輸送で使用されている。カンパニー・ジェット、コーポレート・ジェット、エグゼクティブ・ジェットなどとも呼ばれる。

## 概説

### 使用目的
主に、次のような目的で使用される。
- 企業が所有し、経営幹部（役員）の出張や移動で使用（社用機）
- （所有者名義は企業名になっているが、実際には）企業の創業者など、社内で絶対的な権力を持つ個人がプライベートで独占して使用
- 資産家が個人名義で所有し個人で使用（自家用機）
- 報道機関（新聞社や通信社など）が所有し取材用・連絡用に使用。
- 政府が所有し、政府要人の迅速で臨機応変な移動に使用
- 政府が借りて、政府要人の秘密裏の移動に使用[1]
- 国土の広い国の捜査機関（FBIなど）が所有し、組織幹部や捜査員の速い移動を実現、また逮捕した者を一般乗客に接しないように移送するのに使用
- 諜報機関が所有し、組織幹部や諜報員の秘密裏の移動に使用
- 軍が所有し、要人の輸送、捜索救難のために使用、電子戦機・飛行点検機へ改造して使用。少人数の特殊部隊の秘密裏の移動に使われることがある。特殊部隊が使用する場合は、軍用機に多い迷彩塗装ではなく一般的な塗装が施される場合が多い。軍用機としての登録の場合は空軍の国籍マークを描く。軍所有の民間機として登録されることもあり、その場合は機体記号も民間機扱いの登録になる。

アメリカ同時多発テロ以降に、一般の旅客機の安全が疑問視されたことを背景に、不特定の人間が搭乗しないビジネスジェット機の需要は増大、アメリカでは2018年時点で1万3000機が運航されており、顧客に代わって操縦士の手配、機体の整備・管理を行う会社も存在する。
アメリカの上場企業の上位100社のうち6割が、自社トップにプライベートな移動においてもプライベート機の利用を認めている。利用に関する経費を会社側が負担する理由として、トップとの連絡を確保する必要性、警備上の必要性などが挙げられている。支出額が最大なのは、フェイスブック社の最高経営責任者マーク・ザッカーバーグで、会社側は年間150万ドルを負担している。

### エンジン
ビジネスジェットは安全性（冗長性）を確保するため、双発（ツインエンジン）が主流となっている。4発のビジネスジェットが基本的にほぼないのは、4発では双発や3発より燃費が悪くなるためで、安全性と燃費を総合的に考慮すると、よくある大きさのビジネスジェットなら工学的に見て双発が妥当である。例外的に、旅客機のように大型のビジネスジェットの場合は双発に加えて3発も工学的に見て、一応妥当な選択肢に入る。
3発機は大洋横断を想定したダッソー ファルコン50シリーズ、同ダッソー ファルコン900シリーズ、四発機はロッキード ジェットスターのみと少ない。

### コミューター機との違い
ビジネスジェットと外観上似ている機体にコミューター航空会社のリージョナルジェットがある。基本骨格となる胴体や主翼の多くを共用するなど、構造上の類似性があるが、リージョナルジェットはローカル空港とハブ空港を結ぶなど比較的近距離運用が多いため、燃料搭載量が少ないなどの考え方の違いがある。
アメリカではエアタクシーと呼ばれる小型機を利用したビジネスが発展している。機体はビジネスジェットよりさらに小型機を利用する。乗員数、速度、航続距離は劣るものの、短い滑走路しかないが駐機料が安い小規模な飛行場を利用できるため小回りがききより低コストである。
ビーチクラフト キングエアなどの双発プロペラ機が主流だが、近年ではシーラス Vision SF50のような超軽量ジェット機も増えている。

### 統計
2019年時点の統計としては、世界では21,979機のビジネスジェット（プライベートジェット）があった。地域別にみると、北米が15,547機のプライベートジェット（および9,584機のターボプロップ機）があり一番多く、世界の約67%。次に多いのがヨーロッパで2760機（および1,351機のターボプロップ機）で世界の11%。オーストラリアやオセアニアでは2019年時点では実動しているのはプライベートジェットは230機（だけ）で世界の2%。

## 歴史
ビジネスジェットとして最初に運航されたのは1950年代に開発されたノースアメリカン セイバーライナーやロッキード ジェットスターで、軍・政府機関向けに納入された傍ら、民間向けにも販売された。最初から民生用途で開発され量産された機種は、1964年引き渡し開始のリアジェット23とされている。
ビジネスジェット用エンジンの歴史
黎明期にはターボプロップエンジンが使用されていたが、戦闘機や練習機向けとして開発された比較的小型のターボジェットエンジン（J85）を流用するメーカーが登場した。その後、ビジネス機にも燃費と静粛性が求められるようになり、ターボプロップより静粛でターボジェットより燃費が良いターボファンエンジン（TFE731、JT15Dなど）が登場した。これらは最初からビジネスジェット機に使用されることを前提として開発された。さらにビジネスジェット機が細分化されるとともに生産数が増加し、多くのビジネス機用ジェットエンジンが開発され、現在に至っている。
2007年金融危機の影響
2007年の金融危機以降、アメリカの自動車産業ビッグスリー幹部への非難が高まり、ビジネスジェット機を使用することへの批判が高まり、シティバンクなど購入を中止する企業も現れた。
これに対して全米ビジネス航空協会と全米ゼネラル・アビエーション協会は「飛行機なくして得る物なし！」(No Plane No Gain!)というスローガンでキャンペーンを展開した。「No Pain No Gain（虎穴に入らずんば虎子を得ず）」をもじったもの。
- 1960年代の小型ビジネスジェットの先駆的存在、リアジェット23
- リアジェット60。2012年までに400機製造された。
- セスナ社のCessna CitationJet/M2（1991年4月から2017年7月時点までで2000機製造。現在も製造。）

## 所有形態
1980年代までは自家用機を所有できるのはジェット族（Jet Setter）と呼ばれるセレブリティに限られており、市場としても大きくはなかった。1980年代後半になると、ビジネスジェットの新たな所有形態が現れる。航空機の所有権を分割して販売、それを購入した所有者には所有比率に応じた飛行時間が割り当てられ、その飛行時間内であれば何時でも航空機を使用できる権利を保証するというもので、「フラクショナル・オーナーシップ」と呼ばれた。このビジネスモデルの考案者はエグゼクティブ・ジェット・アビエーション（EJA、現ネットジェッツ）社。1965年設立のEJA社はビジネス機のチャーター運航をしていたが、1984年からフラクショナル・オーナーシップ事業を開始した。この販売方法は当初、複数オーナーが1機を共有するため分割所有権分しか売れず1オーナー1機だったビジネスモデルよりも儲からないと考えられ、販売代理店からは嫌われた。しかし実際には既存の中間層より収入は高いがジェット族ほどではないため、ビジネスジェットの利用など考えてもみなかった新規顧客を開拓することとなり、一挙にビジネスジェット機が普及、メーカーは大きな利益を得ることとなった。アメリカ国内ではEJA社のような運航会社が次々と設立され、大量にビジネスジェット機を購入することになった。EJA社の場合、当初6機のセスナ社製ビジネスジェット機でフラクショナル・オーナーシップ事業を始めたが、その後数十機単位で運行機を増加させ、同様に数百機で運航する会社も多く登場している。アメリカにはこれだけの潜在需要があったということを示す例でもある。また、航空機メーカー各社は、ストレッチサイズを数種類用意するなど、運航会社の需要に応えている。現在ではフラクショナル・オーナーシップは世界各国で最も一般的なビジネスジェット機の所有方法となっている。
多くの運航会社ではエアタクシー事業も行っており、使用されていないビジネスジェットを『乗り合いエアタクシー』として共用することで需要を平滑化している。

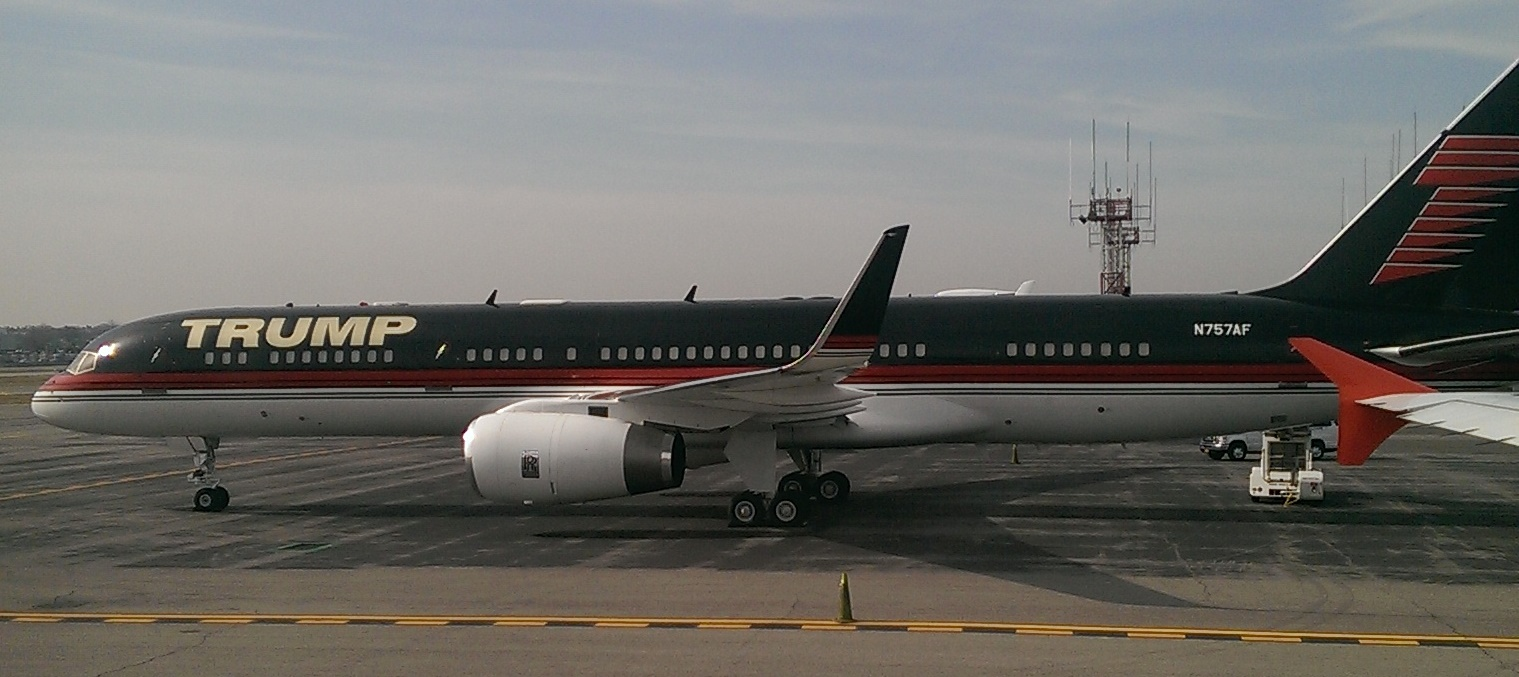
ドナルド・トランプの所有していたボーイング757-200『トランプ・フォース・ワン』

ジェット族以上の大富豪や資産家は航空会社向けに販売される大型・中型の旅客機を購入・チャーターし、ビジネスジェット感覚で利用している。これらはビジネスジェットではなく『プライベート機』と呼ばれることが多い。
需要の増加により、エアバス（Airbus Corporate Jets）とボーイング（BBJ）も既存の機体をベースに内装を調整した中型機を投入している。

## 中古機および未購入機
現在、世界のビジネスジェット市場はアメリカが最大規模で、ヨーロッパがこれに次いでいるが、アジアや中米などでもニーズは高まりつつある。またNARA (National Aircraft Resale Association) などの中古機市場も盛んである。
また「未購入機」の取引市場も形成されている。こういう市場が成立するのは、一般に飛行機は発注してから納品されるまで2、3年かかるので、発注したものの資金が足りなくなる者もあれば、急に活動範囲が広がり、すぐにも入手したい者もあるからである。

## 日本の実情

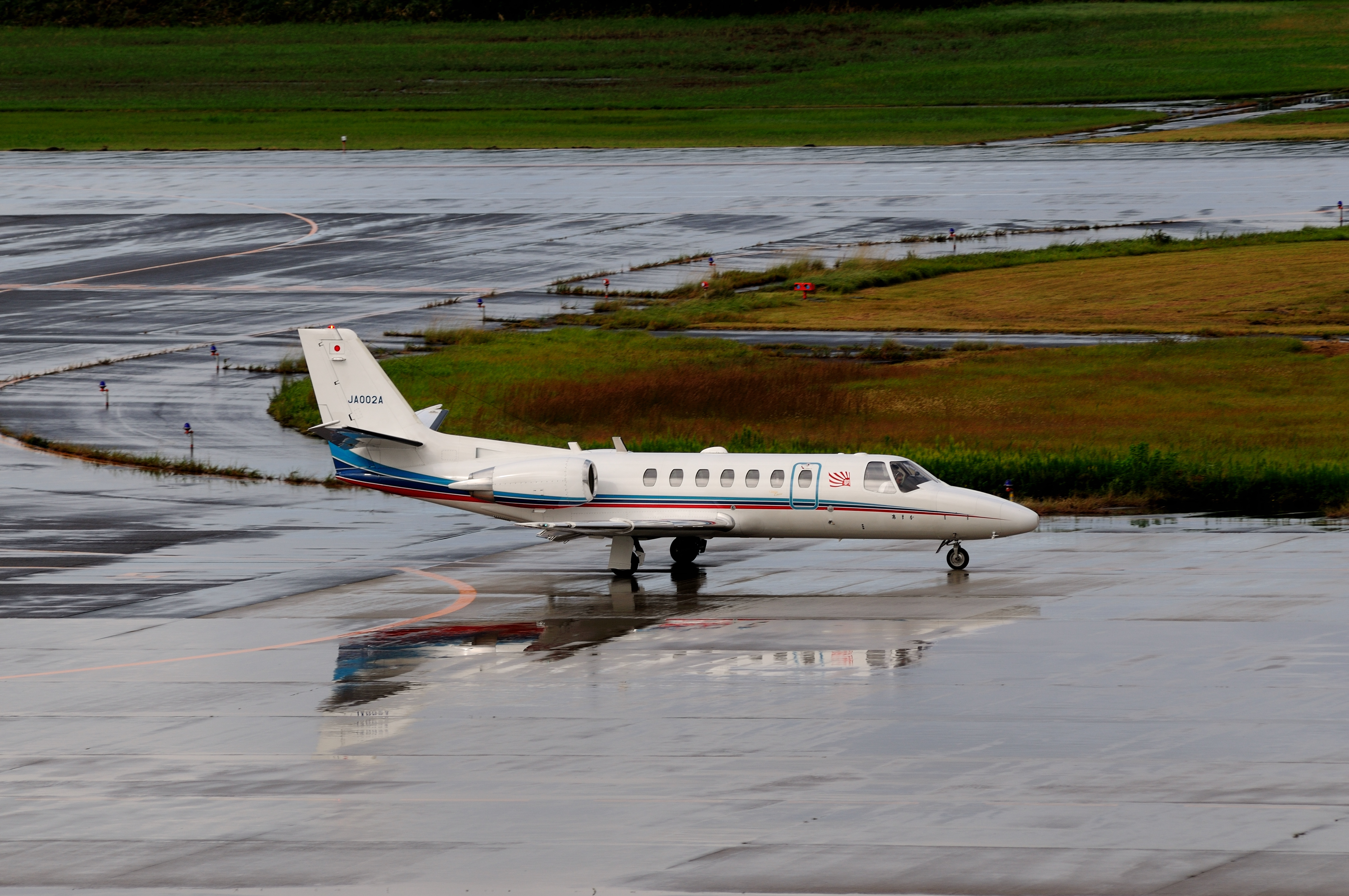
朝日新聞社の報道機（サイテーション アンコール）

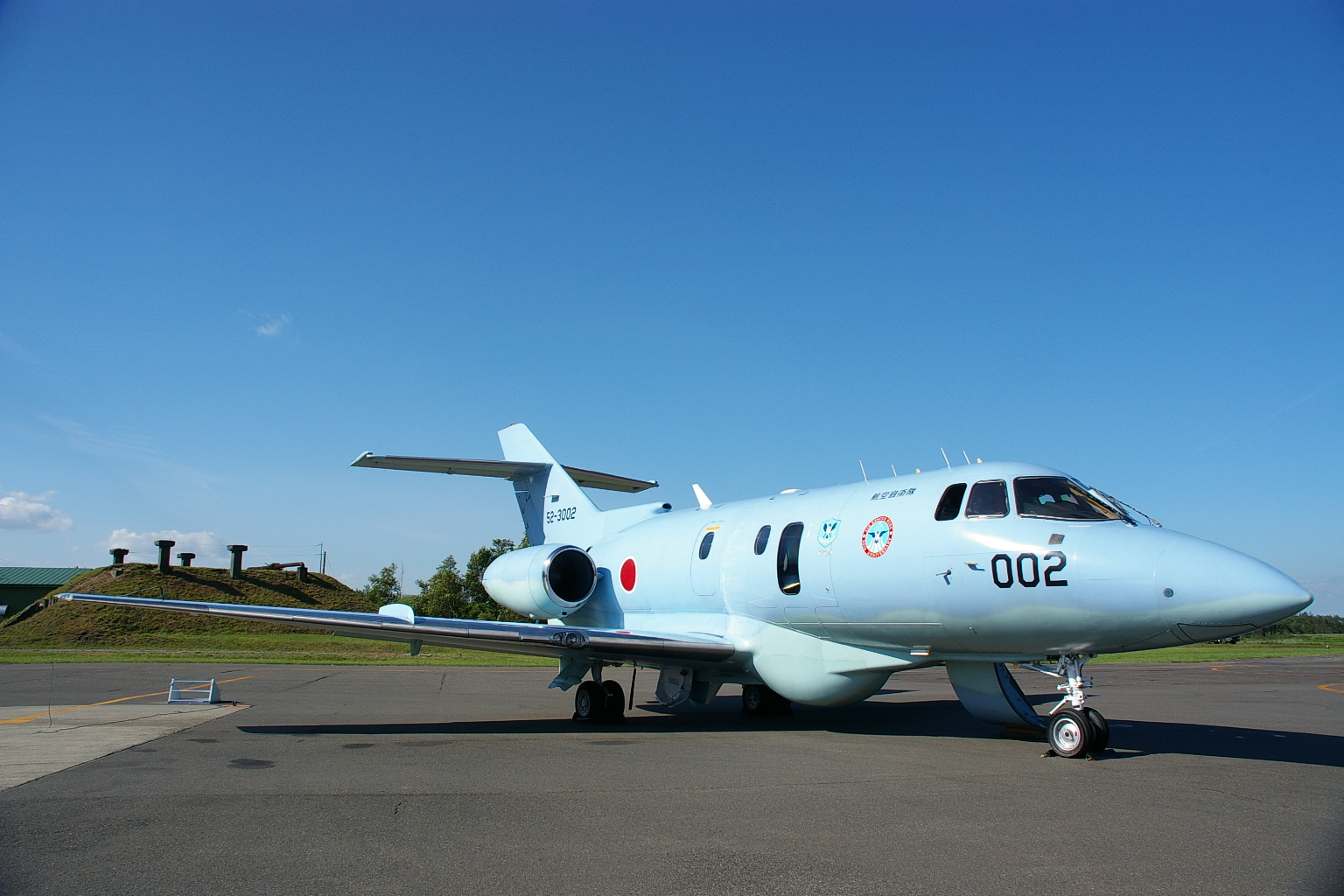
航空自衛隊のU-125A救難機（ホーカー 800改造機）

日本の現在の法規類の定めでは、ビジネスジェット機はそのほとんどがN類小型機（最大離陸重量5,670 kg・12,500 lb以下）の枠に収まらず、空港への着陸制限、ランプ使用制限、飛行計画の提出期限など運航に対する規制多数存在する。日本の航空法は1952年に成立した法規であり、当時の大手航空会社の定期路線ばかりを想定して制定されたのが理由ともいわれ、世に新たに登場したビジネスジェットに配慮した法規改正が国会（憲法第41条で「国権の最高機関にして唯一の立法府」と定める）で行われておらず、それが日本でビジネスジェットの運行コストが下がらず、柔軟な運航ができない原因となっている。
日本ではたとえば次のようなことが起きている。
1. 空港によっては、事前に許可を取得する必要があり、突然の出発や到着ができない。東京国際空港が飛行計画を遅くとも7日前までに提出し、許可を申請するよう義務化している。
2. 欧米に比べて耐空証明書、予備品証明などの各種書類の手続きが複雑。
3. 施設利用料や着陸料が欧米に比べて高額。
4. 地価を反映してか、格納庫などの使用料が高額。台湾やフィリピン、タイなどの空港に定置し、必要に応じて日本にフェリーする例もある。
5. 航空法第78条により最大離陸重量5.7 tを超える飛行機は技能検定に合格した運航管理者（ディスパッチャー）を必要とする。社内に運行管理の為の「航空部」を常設しなければならなくなってしまう。

日本の主要都市の空港の多くはビジネス機が自由に利用できる環境になかったため、ビジネス機の導入が欧米諸国と比べ遅れていた。近年では首都圏空港や地方の大都市空港においてビジネスジェットを積極的に受け入れる気運が高まっている。
アメリカと違い日本では新幹線という高速鉄道網が主要都市を結んでおり、その駅は主要中心市街地にあるか、距離的に近いことが多く、他の交通機関への乗り換えも便利であるのに対し、飛行場は主要都市郊外にあり、乗り換えの利便性と所要時間で劣ると言う問題もある。本州内のみの移動ならば、新幹線と航空機の移動時間差はそれほど大きいとは言えず、それに加え前後の地上交通との乗り換えまで考慮すると航空機が不利な場所も多い。24時間利用できる大規模空港は利用料が高いだけでなく発着枠に余裕がないためフライトプランの自由度が少ない、地方の空港は夜間の発着に制限が多く乗り換えも不便な場所が多い。また、天候による影響も新幹線の方が圧倒的に小さく、航空事故の不安や乗車前の検査なども無い新幹線に比べてステータスシンボル以外のビジネスジェットのメリットはあまり大きくない（ただし、新幹線は概ね0時から6時まで運転されていない）。また日本の国土はアメリカと比べると格段に小規模であるため、移動を国内移動に限定してしまうと、飛行機を利用しなければ時間浪費につながるというケースは、北海道-九州間など南北を長距離移動する場合や沖縄など離島へ移動する際程度であることも傾向に拍車をかけている。
日本は他国と比較して治安が良いため、航空会社によって運航される旅客機が欧米のようにテロリズムの爆破対象となったり、アメリカ同時多発テロ事件のような破壊活動に使われたりする可能性が低く、ビジネスジェットのセキュリティ面での優位性も希薄である。
これらの要因から日本におけるビジネスジェットのユーザーは、航空事業会社の報道機や空撮機、自衛隊や海上保安庁が利用する捜索救難機や飛行点検機などの改造ベースが主流であり、官民合わせても2018年時点で90機ほどとされ企業や個人の移動用として利用は少ない。ビジネスジェットを運航する航空会社も少なく、ボンバルディアの代理店となっている双日が子会社を設立し自社取り扱い機を運航しているが、利用状況は年間で約400時間と欧米に比べ非常に少ない。
本田技研工業が航空事業へ参入するため設立したホンダ エアクラフトの本社とHondaJetの工場は共に最大の市場であるアメリカに設立された。
日本人の利用は少ないが大規模空港では外国からの乗り入れを考慮し、空港にビジネスジェット用の施設が建設されている。中部国際空港ではビジネスジェット専用の格納庫、VIPラウンジを併設したターミナル、専用CIQエリアを24時間利用可能とし、使用料も不定期の個人客や定期使用のビジネス客に対応したプランを用意している。東京国際空港（羽田空港）でも国際線ターミナル内にビジネスジェット専用ゲートが存在する。
ホンダ エアクラフトは日本での需要の掘り起こしを狙い、国内でHondaJetの販売を開始するとした。
ANAと双日は、2018年にANAビジネスジェットを設立し、ビジネスジェットのチャーター手配事業に参入している。
2019年からの新型コロナウイルス感染症の流行によりプライベート機の需要が伸びており、ビジネスジェットや超軽量ジェット機の利用が増えている。

## ビジネスジェットと保安検査
通常の航空搭乗では必須とされる保安検査は、ビジネスジェットでは義務化されていないケースが多い。これは、保安検査がハイジャックやテロを防ぐといった不特定多数の安全を守ることが目的であるため、富裕者層の利用者がハイジャックするとは考えにくく、安全のためにどのような措置をとるかは航空会社側の判断に任されているためとされる。さらに、専用施設を使用する場合に提出する「運航情報」では、航空会社側が保安検査の「要」「否」を選択できる。航空会社側が求めなければ、保安検査が行われない。
税関手続きについても、X線検査などは薬物、銃器といった違法な物品の密輸が疑われる場合に重点的に行っているのが実態であり、全件実施されるわけではない。
なお、このしくみを利用して、日産自動車の最高経営責任者（CEO）であったカルロス・ゴーンは楽器のケースに潜り込み「貨物」扱いされビジネスジェットへ積載されレバノンへ逃亡した。

## 環境負荷に関する批判
プライベートジェットの一人当たりの二酸化炭素排出量が、通常の航空機の20倍だという点を指摘し、不条理で不公平な交通手段として批判を行う圧力団体が存在する。2019年にはジュネーブの空港でプライベートジェットの利用に反対する無認可のデモを行い、プライベートジェット専用ターミナルの出入り口3か所を数時間にわたって封鎖して摘発された。

## メーカー一覧
- エアバス
- エンブラエル
- ガルフストリーム (ジェネラル・ダイナミクスの子会社)
- シーラス (2011年から中航通用飛機の子会社)
- セスナ (テキストロン・アビエーション（英語版）の子会社)
- ダッソー
- ピラタス
- ボーイング
- ホーカー・ビーチクラフト（2013年からテキストロン・アビエーション（英語版）の子会社）
- ホンダ エアクラフト (本田技研工業の子会社)
- ボンバルディア
- リアジェット（1990年からボンバルディアの子会社）

ロッキード社(現：ロッキード・マーチン)でも1950年代より民間用への進出を狙いジェットスターを開発したが、当時のジェットエンジン特有の騒音や燃費、排煙問題を解決できず生産数も204機にとどまり、開発をストップしている。

## モデル一覧
ビジネスジェットには、ビジネスジェット専用に開発されたものと、旅客機から転用されたものがある。

### ビジネスジェット専用機
ビジネスジェット専用機の内、現在販売中または開発中のモデル一覧。価格はそれぞれ参考資料が執筆された時点のものであり、現在の価格は異なる可能性がある。就航年は最初に顧客に引き渡された年を表すが、開発中のモデルは就航予定年を記す。なお、デスクトップ版で表示されている場合は、表の1行目の項目をクリックすれば並べ替えることができる。
| メーカー         | モデル                        | 航続距離 (km) | 最大マッハ数 | 乗客数 | 価格 (万ドル) | 就航年    |
| ---------------- | ----------------------------- | ------------- | ------------ | ------ | ------------- | --------- |
| ガルフストリーム | G700                          | 13,890        | 0.925        | 19     | 7,500         | 2022 予定 |
| ガルフストリーム | G650ER                        | 13,890        | 0.925        | 19     | 6,868         | 2014      |
| ガルフストリーム | G650                          | 12,964        | 0.925        | 19     | 6,661         | 2012      |
| ガルフストリーム | G600                          | 12,223        | 0.925        | 19     | 5,800         | 2019      |
| ガルフストリーム | G500                          | 9,816         | 0.925        | 19     | 4,550         | 2018      |
| ガルフストリーム | G550                          | 12,501        | 0.885        | 19     | 6,150         | 2003      |
| ガルフストリーム | G280                          | 6,667         | 0.85         | 10     | 2,450         | 2012      |
| ボンバルディア   | グローバル 8000               | 14,631        | 0.925        | 17     |               | 未定      |
| ボンバルディア   | グローバル 7500               | 14,260        | 0.925        | 19     | 7,300         | 2018      |
| ボンバルディア   | グローバル 6500               | 12,223        | 0.9          | 17     | 5,600         | 2019      |
| ボンバルディア   | グローバル 6000               | 11,112        | 0.89         | 17     | 6,230         | 2012      |
| ボンバルディア   | グローバル 5500               | 10,927        | 0.9          | 16     | 4,600         | 2020      |
| ボンバルディア   | グローバル 5000               | 9,630         | 0.89         | 16     | 5,040         | 2005      |
| ボンバルディア   | チャレンジャー 650            | 7,408         | 0.85         | 12     | 3,240         | 2015      |
| ボンバルディア   | チャレンジャー 350            | 5,926         | 0.83         | 10     | 2,650         | 2014      |
| ボンバルディア   | リアジェット 75               | 3,778         | 0.81         | 9      | 1,380         | 2013      |
| ボンバルディア   | リアジェット 70               | 3,815         | 0.81         | 7      | 1,130         | 2013      |
| エンブラエル     | レガシー 650E                 | 7,223         | 0.8          | 14     | 2,600         | 2017      |
| エンブラエル     | プラエトル 600                | 7,223         | 0.83         | 12     | 2,099         | 2019 予定 |
| エンブラエル     | プラエトル 500                | 6,019         | 0.83         | 9      | 1,699         | 2019 予定 |
| エンブラエル     | レガシー 500                  | 5,788         | 0.83         | 12     | 1,999         | 2014      |
| エンブラエル     | レガシー 450                  | 5,378         | 0.83         | 9      | 1,657         | 2015      |
| エンブラエル     | フェノム 300E                 | 3,650         | 0.78         | 10     | 945           | 2018      |
| エンブラエル     | フェノム 100EV                | 2,182         | 0.7          | 7      | 450           | 2017      |
| ダッソー         | ファルコン 8X                 | 11,945        | 0.9          | 16     | 5,800         | 2016      |
| ダッソー         | ファルコン 7X                 | 11,019        | 0.9          | 16     | 5,380         | 2007      |
| ダッソー         | ファルコン 6X                 | 10,186        | 0.9          | 16     |               | 2022 予定 |
| ダッソー         | ファルコン 900LX              | 8,800         | 0.87         | 14     | 4,330         | 2010      |
| ダッソー         | ファルコン 2000LXS            | 7,408         | 0.862        | 10     | 3,370         | 2013      |
| セスナ           | サイテーション ヘミスフィア   | 8,334         | 0.9          | 12     | 3,500         | 2020 予定 |
| セスナ           | サイテーション ロンジチュード | 6,482         | 0.84         | 12     | 2,690         | 2019      |
| セスナ           | サイテーション ラティチュード | 5,000         | 0.84         | 9      | 1,625         | 2015      |
| セスナ           | サイテーション ソヴリン+      | 5,926         | 0.8          | 12     | 1,789         | 2013      |
| セスナ           | サイテーション XLS+           | 3,889         | 0.75         | 9      | 1,300         | 2008      |
| セスナ           | サイテーション CJ4            | 4,010         | 0.77         | 10     | 899           | 2010      |
| セスナ           | サイテーション CJ3+           | 3,778         | 0.737        | 9      | 799           | 2014      |
| セスナ           | サイテーション M2             | 2,871         | 0.71         | 7      | 450           | 2013      |
| ホンダ           | ホンダジェット エリート       | 2,661         |              | 6      | 525           | 2018      |

### 旅客機からの転用機
元々は通常の旅客機として開発されたが、VIP仕様にカスタマイズされてビジネスジェットとして販売されているもの。
- エアバス コーポレートジェット
- エンブラエル リネージュ 1000
- ボーイング ビジネスジェット